# 春秋三傳
春秋三傳就是註釋《春秋》的書，有左氏、公羊、穀梁三家，稱為“春秋三傳”。另有鄒氏、夾氏二家，但早在漢朝即已失傳。
《漢書・藝文志》與《史記・十二諸侯年表》將春秋三傳的淵源說得很詳細：《穀梁傳》的解經風格比較平實，與《公羊傳》形成對比。因此東晉范甯評《春秋》三傳的特色說：“《左氏》艷而富，其失也巫。《穀梁》清而婉，其失也短。《公羊》辯而裁，其失也俗。”然而，《公羊》、《穀梁》二传的史學地位並无法与《左传》相比。《穀梁传》影响最小，不及《公羊传》，更遑论《左传》。南宋的朱熹说：“以三传言之，左氏是史学，《公》《穀》是经学。史学者记得事却详，于道理上便差。经学者于义理上有功，然记事多误。”三传既是史學，又是經學，在唐代同列九经，在宋代同列十三经。
《春秋》是中国古代记事史书的通称。据《汉书·艺文志》和《史记·十二诸侯年表》记载，孔子作《春秋》时，与左丘明参观鲁国的史记，据行事，论人道，假日月以定历数，藉明聘以正礼乐，其中有所褒讳贬损，不可写明，乃口授弟子。而弟子们后来所言互异。左丘明惟恐弟子各安其意，以失其实，故讨论本事而作传，证明夫子不以空言说经。至于公谷二传，则是口传要义，传了几代以后，始写成文字。
《公羊传》是齐国的公羊高受传于子夏，再传其子，子孙口耳相传，到汉景帝时，由公羊高的玄孙公羊寿与齐人胡母生合写成书，《谷梁传》至何时何人始着为书，史记不详，据《汉志》注，只知始承传者是鲁国的谷梁子。颜师古注，谷梁子名喜，桓谭《新论》以为名赤，王充《论衡》以为名置，阮孝绪《七录》以为名俶。四名何者为是，难以考证。
《左传》 [1]  原名《左氏春秋》，汉代改称《春秋左氏传》，简称《左传》。旧时相传是春秋末年左丘明为解释孔子的《春秋》而作。《左传》实质上是一部独立撰写的史书。它起自鲁隐公元年（公元前722年），止于鲁哀公二十七年（公元前468年），以《春秋》为本，通过记述春秋时期的具体史实来说明《春秋》的纲目，归为儒家重要经典之一。
它是记录春秋时期社会状况的重要典籍，工于记事，长于记人。内容多取材于王室档案、鲁史策书、诸侯国史等。记事基本以《春秋》鲁十二公为次序，内容包括诸侯国之间的聘问、会盟、征伐、婚丧、篡弑等，对后世史学、文学都有重要影响。主要记录了周王室的衰微，诸侯争霸的历史，对各类礼仪规范、典章制度、社会风俗、民族关系、道德观念、天文地理、历法时令、古代文献、神话传说、歌谣言语均有记述和评论。晋范甯评“春秋三传”的特色说：“《左氏》艳而富，其失也巫（指多叙鬼神之事）。《谷梁》清而婉，其失也短。《公羊》辩而裁，其失也俗。”当然，这只是一家之言。《左传》是研究先秦历史和春秋时期历史的重要文献，它代表了先秦史学的最高成就，对后世的史学产生了很大影响，特别是对确立编年史史书的地位起了很大作用。它补充并丰富了《春秋》的内容，不单记鲁国一国的史实，还兼记各国历史；不但记政治大事，还广泛涉及社会各个领域的“小事”；一改《春秋》流水账式的记史方法，内容丰富，代之以有系统、有组织的史书编纂方法；不但记春秋时史实，而且引徵了许多古代史实。这就大大提高了《左传》的史料价值。
《公羊传》 [2]  亦称《春秋公羊传》、《公羊春秋》，是专门解释《春秋》的一部典籍，其起止年代与《春秋》一致，即公元前722年至公元前481年，其释史十分简略，而着重阐释《春秋》所谓的“微言大义”，用问答的方式解经。
其作者旧题是战国时期齐人公羊高，他受学于孔子弟子子夏，后来成为传《春秋》的三大家之一。
《谷梁传》又称《谷梁春秋》 [3]  、《春秋谷梁传》。是为《春秋》作注解的儒家经典。传说孔子的弟子子夏将这部书的内容口头传给谷梁赤（一名谷梁俶，字元始），谷梁赤将它写成书记录下来，但实际上这部书的口头传说虽然早已有了，但其成书时间是在西汉。
它以语录体和对话文体为主，用这种方式来注解《春秋》，它是研究儒家思想从战国时期到汉朝演变的重要文献。
其记载的时间起于鲁隐公元年，终于鲁哀公十四年，体裁与《公羊传》相似。其作者相传是子夏的弟子，战国时鲁人谷梁赤（赤或作喜、嘉、俶、寘）。起初也为口头传授，至西汉时才成书。晋人范宁撰《春秋谷梁传集解》，唐朝杨士勋作《春秋谷梁传疏》，清朝钟文烝所撰《谷梁补注》为清代学者注解《谷梁传》的较好注本。